# Orfalu
Orfalu (em esloveno: Andovci; alemão: Andelsdorf) é um município da Hungria, situado no condado de Vas. Tem 6,94 km² de área e sua população em 2015 foi estimada em 71 habitantes.